# アビエイ
アビエイ（アラビア語: أبيي、英語: Abyei) は、アフリカ大陸北東部の内陸部、スーダン共和国（北スーダン）と南スーダン共和国の国境にある地域で、両国が領有権を主張している。面積は第二次スーダン内戦の包括和平協定 (CPA) におけるアビエイ紛争の解決の取り決めでは、1905年にコルドファンに存在したディンカ族のンゴック氏族の9つの首長国の領域を境界とする地域をアビエイ地域と定め、その帰属はアビエイ地域の住民の住民投票により決定されるとした。しかし、どこまでをアビエイ地域の住民と定義するかで、南北スーダンの主張に相違があり、現在もまだ住民投票が行われておらず、アビエイ地域がどちらに帰属するか決定されていない。
2005年の協定により帰属が決定するまでアビエイは両国の一部として扱われており、事実上の共同主権地と捉えられている。アビエイには特別な行政上の地位が与えられており、両国から選出された議員から成る執行評議会が統治している。また民間人および人道支援活動家の保護を目的に国際連合平和維持活動（PKO）の国際連合アビエイ暫定治安部隊（UNISFA）が展開している。
スーダンから南スーダンが独立する以前は、スーダンのコルドファン地域南部の地名であった。アビエイ地域の南西部にアビエイの町がある。なおスーダンでは西コルドファン州アビエイ地区の一部、南スーダンではワラブ州アビエイ郡として扱われていた。

## 歴史
遅くとも18世紀以降アビエイ地域にはディンカのンゴック氏族が暮らしてきた。北東には牛飼いのアラブ系遊牧民ミッセリアが住んでいて年周期でアビエイ地域にもやってきた。記録上当時ミッセリアとンゴックは友好的な関係だった。イギリス＝エジプト領スーダンが成立すると当初ミッセリアはコルドファン（北部）に組み込まれ、ンゴックはバハル・エル＝ガザル（南部）に組み込まれた。しかし1905年にイギリスはンゴックの9つの首長国をコルドファンに組み入れた。
両民族の関係も第一次スーダン内戦を通して悪化していった。1965年にはミッセリアのババヌーサで72人のンゴックが虐殺される事件も起きた。これらによりンゴックはアニャニャに参加し、ミッセリアは北部政府に付いた。1972年のアディスアベバ合意ではアビエイ地域が北部に残るか南部に加わるかの住民投票を行う条項があった。この住民投票は実施されず、ンゴックへの攻撃が続き、第二次内戦に至る上ナイル州での蜂起に繋がった。1975年にシェブロンによりこの地域に油田が発見されると南北境界の油田地帯を北部に組入れるためジャーファル・ヌメイリは地域区分の組替えを始めた。
多くのンゴックが反乱軍に加わり、ンゴックの部隊は1983年からの第二次スーダン内戦の反政府軍の中核の一つとなった。早くから参加したンゴックはスーダン人民解放軍 (SPLA) で指導的地位に登り、ジョン・ガランとも関係が深くなった。ミッセリアも北部側で参戦し、ムラフリーンと呼ばれる部隊を結成し、南部の村を襲い人やモノを略奪した。戦争終結までにほとんどのンゴックは戦闘でアビエイ地域から追い出され、ミッセリアが領有の正当化を主張した。

## 原油埋蔵量と生産
アビエイは大量の炭化水素の累積が見込まれる大地溝帯であるムグラド盆地に位置し、1970年代から油田探査が始まった。1990年代に投資が活発化し、アビエイもその対象となった。2003年までにアビエイはスーダンの原油生産の4分の1以上を占めるようになった。以降の報告ではアビエイの埋蔵量は減少している。主要なパイプラインの一つは、中国資本の中国石油天然気集団公司によって運営されている大ナイル石油パイプラインで、ユニティ油田からヘグリグ油田を経てアビエイを通り、さらにヌバ山地を超えて北部スーダン側に入りハルツームを経て紅海のポートスーダンまでを結んでいる。このインフラは1999年の操業以来好景気が続くスーダンの石油輸出の綱となっている。

## 和平協定上の取り決め

北部スーダン
ダルフール
2006年7月時の東部戦線活動地域
南部スーダン
アビエイ境界委員会
ヌバ山地と青ナイル
アビエイは2011年に南部スーダンへの帰属を問う住民投票を行う

アビエイ地域の地位は包括和平協定における最重要課題の一つであった。最初に調印されたマチャコス協定では南部スーダンの領域は1956年のスーダン独立時のものであった。これには交渉で三地域と呼ばれたSPLAの拠点、アビエイ、ヌバ山地、青ナイルが含まれなかった。SPLAはこの地域に帰属を決める住民投票の権利を認めさせるために数年間を費やした。これはこれらの地域が潜在的に2011年南部スーダン独立住民投票で南部に参加することを意味する。北部政府は三地域はマチャコス協定で北部への帰属を望んだと主張した。これには米国の大統領特使ジョン・ダンフォースも住民投票を含む協定に調印するように圧力をかけた。
アビエイ紛争の解決の取り決めはアビエイ地域を大統領直轄の特別行政地域とした。アビエイ地域に居住しているミッセリアを認定するための住民投票委員会に続いて、領域の正確な境界はアビエイ境界委員会 (ABC) によって決定されることになり、その結果2009年の地方選挙の際に投票することになった。全てのンゴックは伝統的な故郷の住民であると考えられるが、取り決めの細目は実施されていない。
2004年12月取り決めの追加条項によりABCは北部から5人、SPLAから5人、政府間開発機構から3人、米英から1人ずつの15人から構成された。ナイロビ大学のゴッドフリー・ムリウキ、アディスアベバ大学のカサフン・ベルハヌ、南部スーダンに関する著書のあるダグラス・ジョンソン、南アフリカの法律家シャドラック・グット、元米駐スーダン大使ドナルド・パターソンの5人の中立な専門家が最終報告書を提出した。ABCは同意された手続きに則りアビエイの町より87kmの北緯10度22分30秒の線を境界に定めた。

ABCは2005年7月14日に報告書を大統領に提出したが、政権は拒絶した。月末のジョン・ガランの死で他の議題に押し出されたが、SPLAはアビエイの取り決めの履行を求めた。北部側の合意への抵抗は石油とパイプラインに関する利益の保持を図るためである。

北部政権の区分によるアビエイ地区

2007年10月SPLAと北部政権との間の緊張が高まり、SPLAは停滞した問題から一時的に統一政府から離脱した。複数の評論家はCPAは大半が外交圧力で調印されたものだと論じる。国際危機グループは「アビエイで起ることはスーダンが平和を固めるか戦争に戻るかを決めるだろう」と声明した。

## 2007年12月以降の暴動
2007年12月及び2008年1月アビエイ地域でのSPLAとミッセリア戦闘員の間の武力衝突で75人が死亡したと報じられた。分析家は和平を脅かすものだと論じた。ミッセリアの指導者は放牧に悪影響があるから境界画定に反対であると声明した。2008年2月の報道はミッセリアが南北間の道路を封鎖して市民を殺害し、土地の利用を認めるよう脅迫していると報じた。
より大きな衝突が3月1日に起りおよそ70人が殺害された。双方が相手側から戦闘が始まったと非難し、専門家は再度和平プロセスの崩壊と内戦の再開に繋がると警告した。
3月末ヘグリグ油田から20kmの地点で衝突が起き、3人のミッセリア戦闘員の死と数百人の市民の避難が報じられた。
3月31日には北部から200人以上の兵士が派遣されアビエイの町に入り学校に宿営したことで更に緊張が高まった。この部隊は5月中旬にSPLAと2日間衝突し12人の死亡と25,000人の市民の避難が報じられた。
5月20日の戦闘でSPLAは戦車と重火器で北部政府軍のアビエイ地域の宿営を攻撃し10人が死亡し町の中心部が焼失した。
専門家はアビエイ地域での衝突を南北の和平の文脈で論じ、何人かはミッセリアがハルツームに直接操縦されていないと信じているが、別の観点からは地域での資源に関する論争は容易に外部の力で操られると指摘されている。
2011年5月21日、北部政府軍はアビエイ地域に戦車隊を投入、SPLAとの交戦の末にこれを奪取した。
2012年3月、南スーダン軍が油田地帯に侵攻を端緒とした南北スーダン国境紛争が発生した。

## 脚註
1. ↑  “Abyei Administration Area Changes Name”.   Gurtong (2015年7月29日). 2018年2月13日時点のオリジナルよりアーカイブ。2023年7月9日閲覧。
2. ↑  “South Sudan’s Kiir appoints new Chief Administrator for Abyei”.   Sudan Tribune (2023年1月10日). 2023年7月9日閲覧。
3. ↑  “Statistical Yearbook for Southern Sudan 2010” (pdf).   Southern Sudan Centre for Census, Statistics and Evaluation. p. 12. 2012年10月18日時点のオリジナルよりアーカイブ。2023年7月9日閲覧。
4. ↑  “Population projections for South Sudan by County 2015 - 2020” (pdf).   National Bureau of Statistics. p. 14 (2015年3月). 2018年12月22日時点のオリジナルよりアーカイブ。2023年7月9日閲覧。
5. ↑  "Protocol on the resolution of Abyei conflict", Government of the Republic of Sudan and the Sudan People's Liberation Movement/Army, 26 May 2004 (hosted by reliefweb.int)
6. ↑  “UN Security Council to renew UNISFA mandate”.   The City Review (2022年5月6日). 2023年7月9日閲覧。
7. ↑  “Sudan and South Sudan agree on how to draw Abyei border”.   The EastAfrican (2022年11月6日). 2023年7月9日閲覧。
8. 1 2 3  "Resolving the Boundary Dispute in Sudan's Abyei Region" by Dorina Bekoe, Kelly Campbell and Nicholas Howenstein,
United States Institute of Peace, October 2005
9. 1 2  "Sudan: Breaking the Abyei Deadlock" (PDF, 456 KiB) , International Crisis Group, 12 October 2007, p. 2
10. ↑  "Sudan: Breaking the Abyei Deadlock", pp. 2-3
11. ↑  APS Review Downstream Trends 2007, 'SUDAN: The oil sector', Entrepreneur, 29 October. Retrieved 5 March 2008.
12. ↑  USAID 2001, 'Sudan: Oil and gas concession holders' (map), University of Texas Library.
13. ↑  "Sudan: Breaking the Abyei Deadlock", p. 3
14. 1 2  "Sudan: Breaking the Abyei Deadlock", p. 4
15. ↑  "The Abyei Protocol Demystified", Sudan Tribune,11 December 2007
16. ↑  "Sudan: Breaking the Abyei Deadlock", p. 9
17. ↑  "SUDAN: Southern leaders in talks to salvage unity government", IRIN, 18 October 2007
18. ↑  "CPA was doomed; none of the signatories had any conviction" by Zachary Ochieng, The East Africa, 20 October 2007
19. ↑  "Sudan: Breaking the Abyei Deadlock", p. 11
20. ↑  IRIN 2008, 'SUDAN: War of words after scores killed in Abyei', IRIN, 3 March. Retrieved on 4 March 2008.
21. ↑  Wheeler, Skye (2008年2月12日). “Armed Sudanese nomads block key north-south route”. ロイター. ジュバ 2024年10月8日閲覧。
22. ↑  “Arab nomads dead in Sudan clashes”. BBCニュース. (2008年3月2日) 2024年10月8日閲覧。
23. ↑  Shahine, Alaa (2008年3月2日). “Sudan nomads clash with ex-rebels, dozens killed”. ロイター 2024年10月8日閲覧。
24. ↑  'Fresh fighting breaks out in Sudan north-south region', Sudan Tribune, 22 March. Retrieved on 22 March 2008.
25. ↑  'SUDAN: Rising tension in Abyei as clashes displace hundreds', IRIN, 24 March 2008. Retrieved on 25 March 2008.
26. ↑  Wheeler, Skye (2008年4月2日). “Northern troops enter disputed Sudan oil town”. ロイター 2024年10月8日閲覧。
27. ↑  'Many dead in Sudan clashes',アルジャジーラ, 16 May. Retrieved on 17 May 2008.
28. ↑  'SUDAN: Abyei town deserted after fresh clashes', IRIN, 16 May 2008. Retrieved on 17 May 2008.
29. ↑  “Fighting in disputed Sudan town”. BBCニュース. (2008年5月20日) 2024年10月4日閲覧。
30. ↑  “Tensions flare in central Sudan”. BBCニュース. (2008年5月24日) 2024年10月8日閲覧。
31. ↑  “Clashes on Sudan's North-South border threaten peace deal”. ボイス・オブ・アメリカ. (2009年10月27日) 2024年10月8日閲覧。
32. ↑  “North Sudan takes control key town in Abyei”. ロイター. (2011年5月21日) 2024年10月8日閲覧。